# Anthony Yerkovich
Anthony Yerkovich est un scénariste et producteur de télévision américain.

## Biographie
Après avoir produit et écrit 31 épisodes de la série Capitaine Furillo entre 1981 et 1983, il est contacté par Brandon Tartikoff, chef des divertissements de la chaîne NBC, pour écrire et donner vie au concept de sa nouvelle série policière, Deux flics à Miami. Il en sera également le producteur délégué pendant les six premiers épisodes avant d'en laisser l'exclusivité à Michael Mann.
Dès 1977, il écrit un épisode pour Starsky et Hutch, puis un autre pour la série Pour l'amour du risque, deux pour 240-Robert et, en 2001, huit pour Big Apple, dont il sera aussi le producteur.

## Filmographie
- 1977 : Starsky et Hutch saison 3 épisode 5 : Enquêtes en tous genres
- 1987 : Private Eye de Mark Tinker (téléfilm)